# Brandon Joyce
Brandon Joyce (St. Louis, 5 de setembro de 1984 - 28 de dezembro de 2010) foi um jogador de futebol americano estadunidense. Ele era filho de Terry Joyce. Joyce jogou no Minnesota Vikings.